# 贝伦巴赫
贝伦巴赫是德国莱茵兰-普法尔茨州的一个市镇。总面积5.59平方公里，总人口509人，其中男性250人，女性259人（2011年12月31日），人口密度91人/平方公里。